# Phidippus putnami
Espèce
Synonymes
- Attus putnamii Peckham & Peckham, 1883
- Phidippus gracilis Keyserling, 1885

Phidippus putnami est une espèce d'araignées aranéomorphes de la famille des Salticidae.

## Distribution
Cette espèce est endémique des États-Unis. Elle se rencontre au New Jersey, en Pennsylvanie, au Maryland, à Washington, en Virginie, en Virginie-Occidentale, en Ohio, en Indiana, en Illinois, au Missouri, au Nebraska, au Kansas, en Oklahoma, au Texas, en Arkansas, en Louisiane, au Mississippi, en Alabama, au Tennessee, au Kentucky, en Caroline du Nord, en Caroline du Sud et en Géorgie,.

## Description

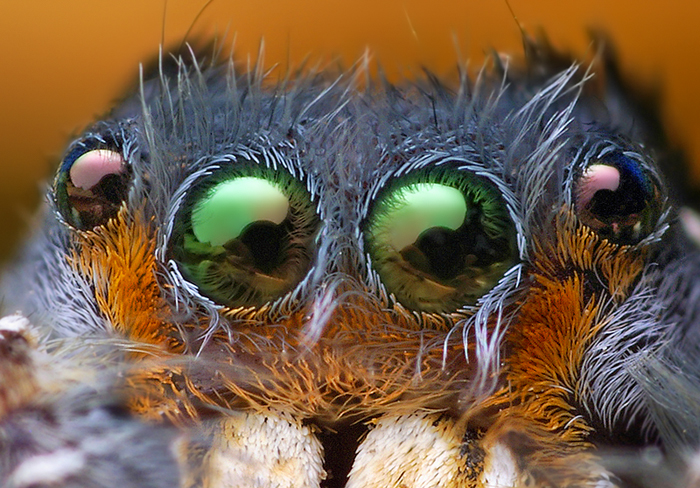
Les yeux de Phidippus putnami.

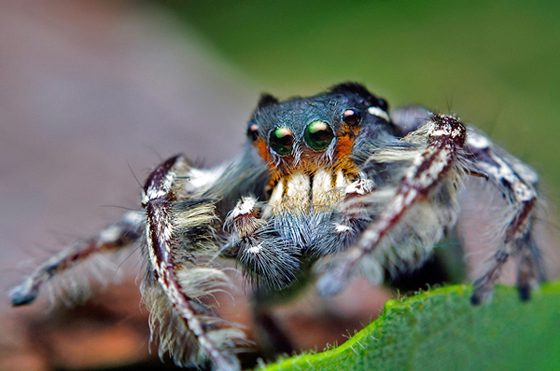
Phidippus putnami ♂.

Les mâles mesurent de 7,35 à 9,02 mm et les femelles de 8,52 à 11,19 mm.

## Publication originale
- (en-US) Peckham & Peckham, 1883 : Descriptions of new or little known spiders of the family Attidae from various parts of the United States of North America, Milwaukee, p. 1-35 (texte intégral).